# Christel Ulbrich
Christel Ulbrich (* 15. Oktober 1908 bei Tharandt; † 24. März 1996 in Bautzen) war eine deutsche Tanztherapeutin, Tanz- und Musikpädagogin. Sie ist die Komponistin und Liedtexterin des Weihnachtsliedes Oh, es riecht gut, das erstmals in der DDR veröffentlicht wurde.

## Leben
Mit 16 Jahren drohte ihr Versteifung der Wirbelsäule. Sie tanzte trotzdem und unterrichtete Tanz in staatlichen und kirchlichen Kindergärten, im Altenheim und Taubstummenheim, in Horten und Heimen in den Kreisen Bautzen und Bischofswerda. Ab 1961 war sie verstärkt im Gesundheitswesen tätig. Noch mit 80 Jahren betreute sie Tanzgruppen unter anderem in Bautzen und Dresden.

## Veröffentlichungen
- mit Jutta Brückner, Ingrid Mederacke: Musiktherapie für Kinder: rezipieren, improvisieren, kommunizieren, bewegen. Volk und Gesundheit, Berlin 1982, DNB 830308504. 2. Auflage: Verlag Gesundheit, Berlin 1991, ISBN 3-333-00548-4.
- Tanz dich gesund. Ullstein Mosby, Berlin 1992, ISBN 3-86126-009-3.
- Kinder singen, tanzen, musizieren… Musik-und-Methodik-Verl. Kircheis, Schillingsfürst 1993, DNB 955523303.